# Guarania
Guarania (výslovnost gvaranija, guaransky pumbasy) je paraguayský hudební styl, který vymyslel paraguayský hudebník a skladatel José Asunción Flores okolo roku 1925. Tento hudební styl má odrážet charakter paraguayského lidu, využívá proto pomalé a melancholické rytmy a melodie. Guarania je styl oblíbený hlavně ve městech, na vesnici jsou oblíbený spíše rychlejší písně.

## Známe písně ve stylu guarania
- Jejuí (byla to první píseň ve stylu guarania)
- Arribeño Resay
- Recuerdos de Ypakaraí
- Panambí Vera
- Paraguaýpe